# Pfarrkirche Taiskirchen im Innkreis

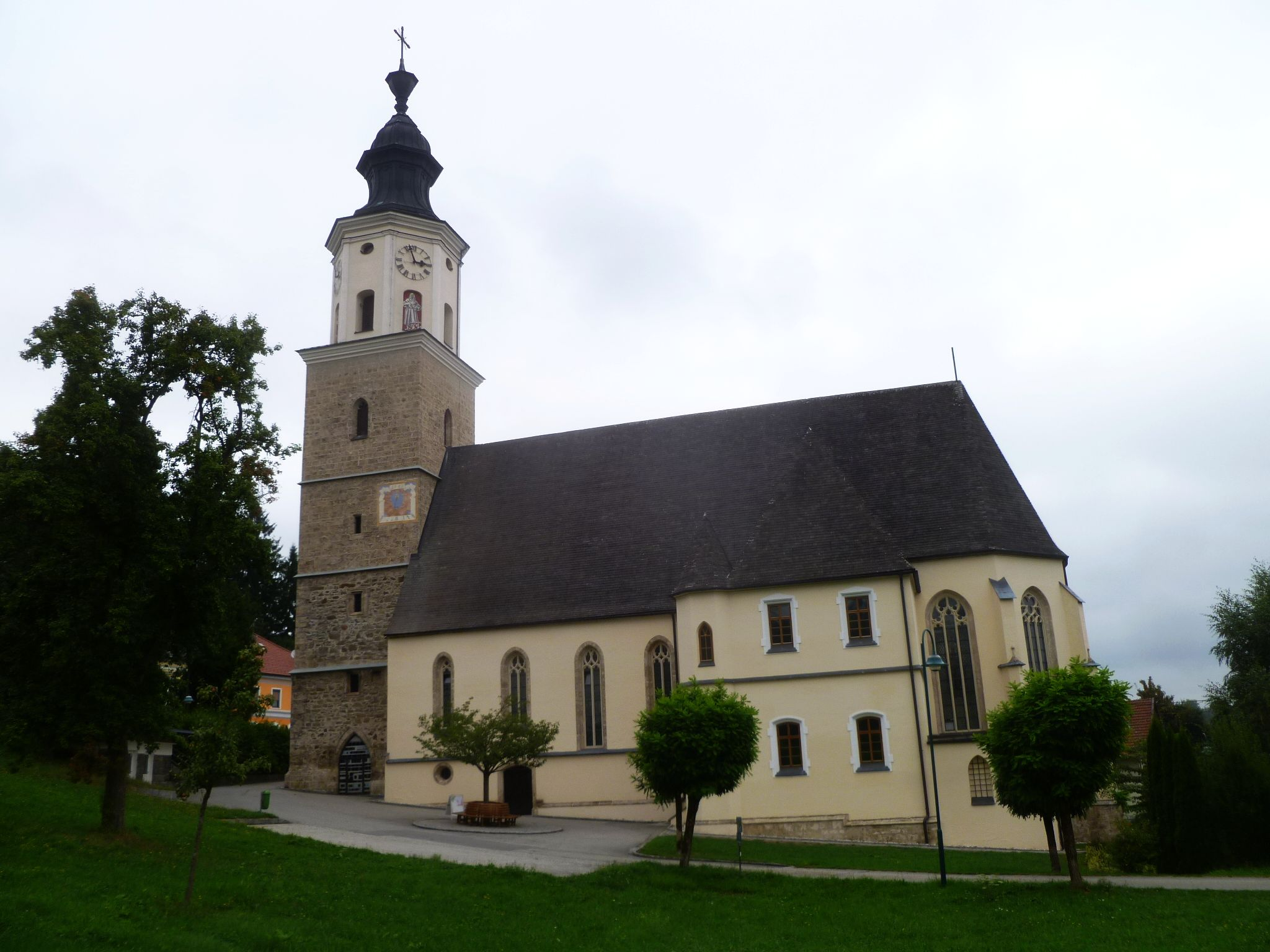
Pfarrkirche Hll. Simon und Judas in Taiskirchen im Innkreis

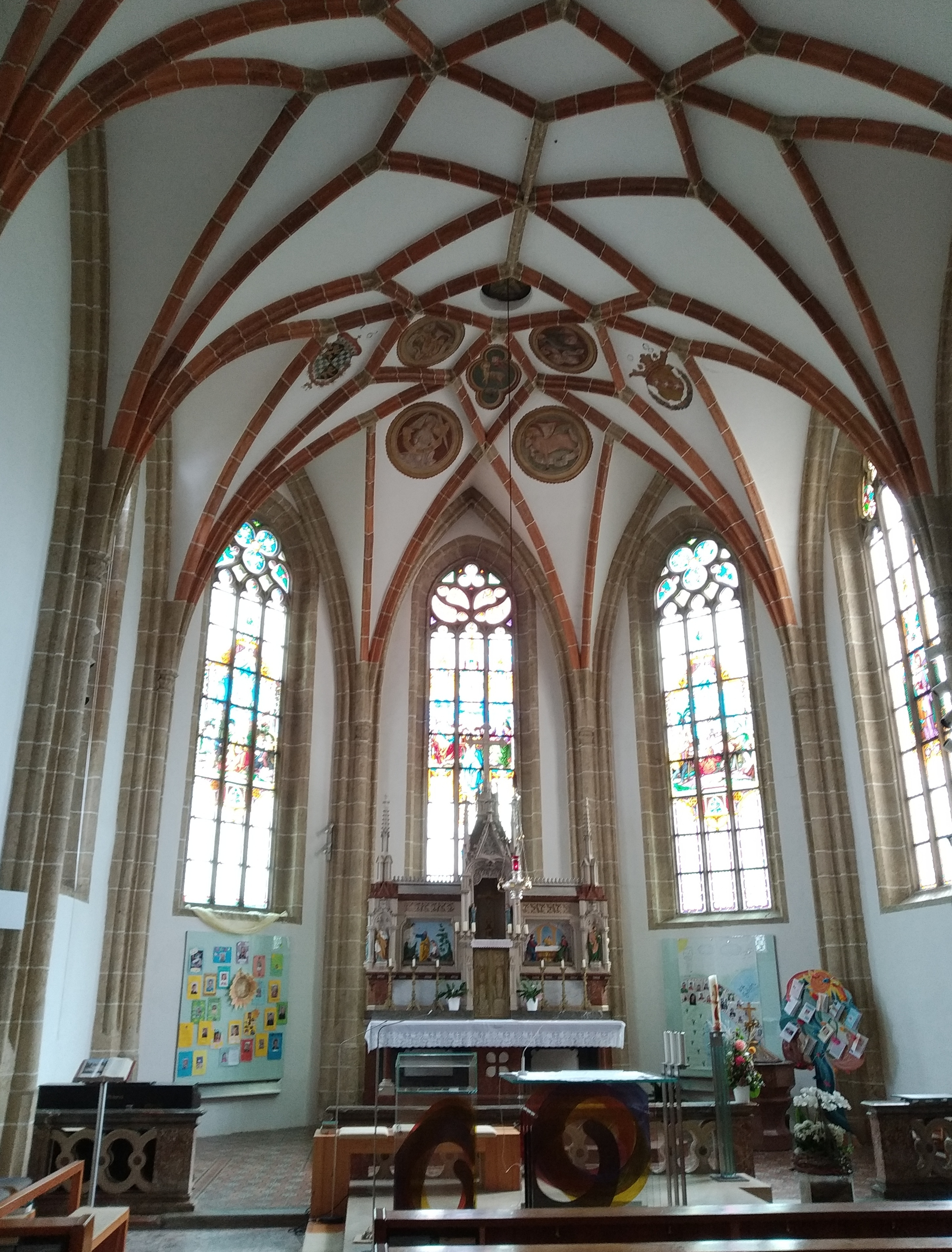
Blick in den Chor

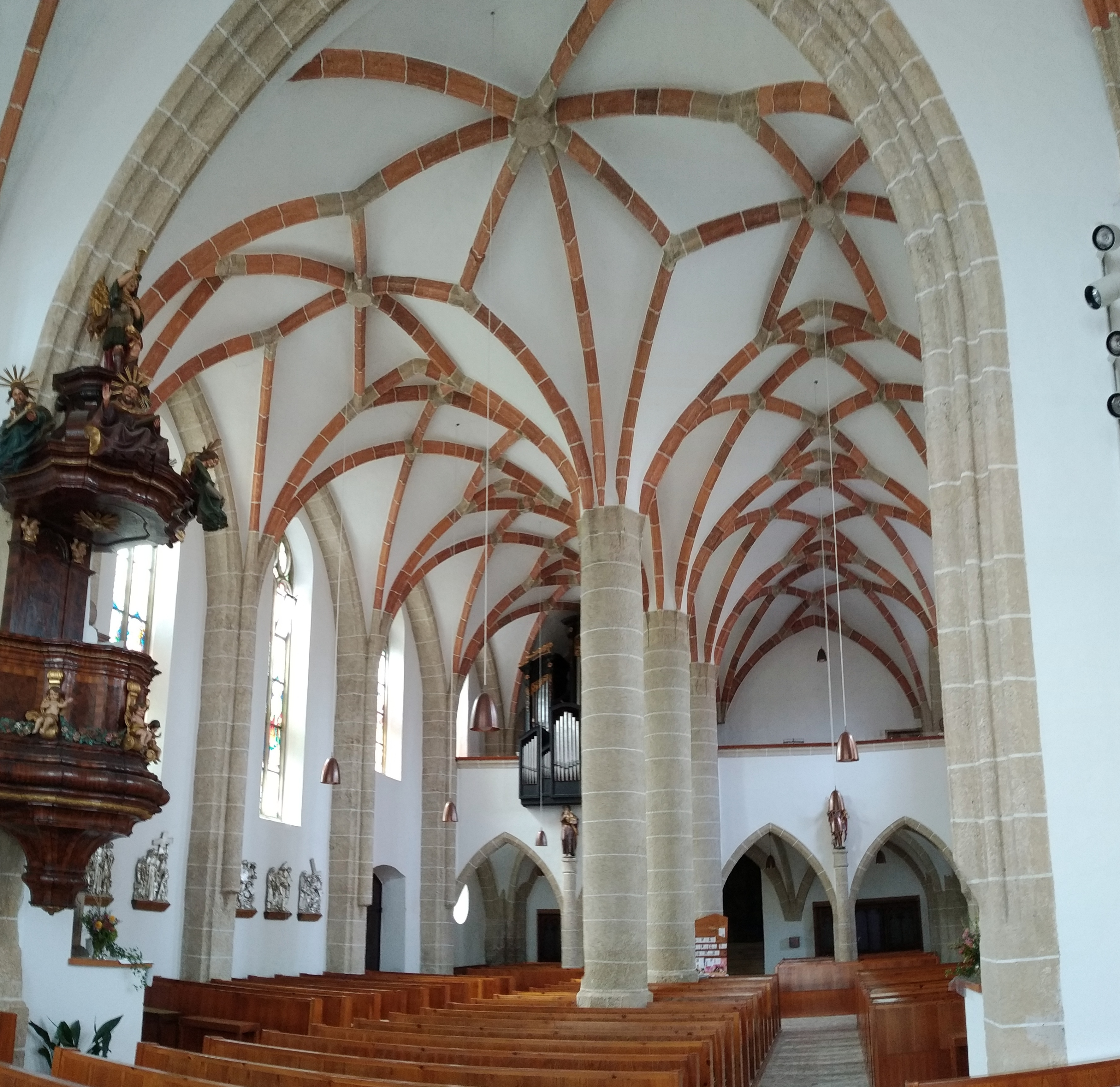
Blick nach Westen

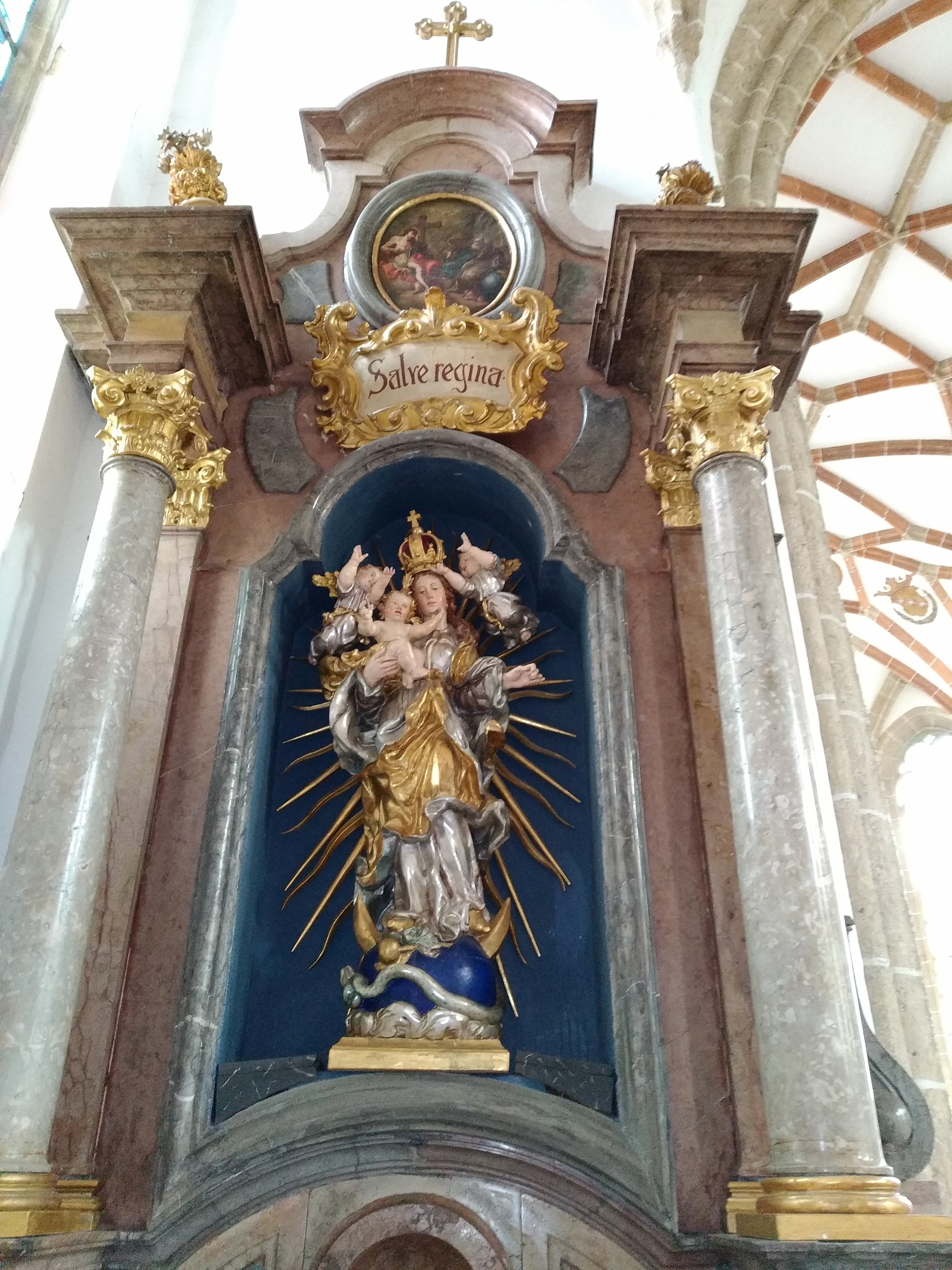
Seitenaltar

Die Pfarrkirche Taiskirchen im Innkreis steht im Ort Taiskirchen in der Marktgemeinde Taiskirchen im Innkreis in Oberösterreich. Die römisch-katholische Pfarrkirche Hll. Simon und Judas gehört zum Dekanat Ried im Innkreis in der Diözese Linz. Die Kirche steht unter Denkmalschutz.

## Geschichte
Der Ort Taiskirchen wurde 1120 urkundlich genannt. Eine Pfarre wurde Ende des 12. Jahrhunderts angenommen. Eine Pfarrkirche wird 1334 erwähnt. Die Pfarre gehörte 1334–1467 zum Stift der Augustinerchorherren in Reichersberg.

## Architektur
Die gotische zweischiffige Hallenkirche hat ein viereinhalbjochiges netzrippengewölbtes Langhaus mit Rundsäulen aus dem Anfang des 16. Jahrhunderts. Dem eingezogenen spitzbogigen Fronbogen mit den Jahresangaben 1520, 1666 und 1767 folgt der annähernd gleich breite zweijochige Chor aus 1520 mit einem Fünfachtelschluss und Maßwerkfenstern und einem Netzrippengewölbe mit der Wechselberger Figuration. Im Chorgewölbe zeigen spätgotische Fresken die vier Evangelistensymbole und zwei Wappen und die Jahresangabe 1609. Weitere Fresken im Chor im Stil der Renaissance von 1586 zeigen eine Gedenkinschrift für Vikar Bernhard Schenpuecher. Die vierachsige gotische Westempore auf unregelmäßigen Kreuzgratgewölben hat eine zweimal vorgeschwungene barocke Brüstung.
Der mächtige spätgotische Westturm wird durch eine barocke achtseitige Glockenstube mit einem knaufförmigen Helm aus der 1. Hälfte des 19. Jahrhunderts bekrönt. Das Läuthaus hat ein Kreuzrippengewölbe. Die gotische Sakristei hat ein halb eingebautes achtseitiges Treppentürmchen. Der obere Raum der Sakristei ist durch ein Kreuzgratgewölbe geschlossen.

## Ausstattung
Der neugotische Hochaltar wurde 1902 nach einem Entwurf von Raimund Jeblinger durch Josef Lienacher aus Adnet in Salzburger Marmor gearbeitet. Die Kanzel stammt aus den Jahren um 1720/30. Die Seitenaltäre sind Werke aus dem dritten Drittel des 18. Jahrhunderts. Die beiden Seitenaltarstatuen sind neubarock. Eine spätbarocke Holzstatue Maria Immaculata wurde vermutlich von Franz Schwanthaler im 2. Viertel des 18. Jahrhunderts geschaffen. Zu den Grabdenkmälern gehören eine Rotmarmorplatte aus dem 15. Jahrhundert und Epitaphien aus dem 16. und 17. Jahrhundert.
Das Orgelgehäuse entstand um 1720/1730. Die Orgel ist ein Werk von Gregor Hradetzky aus dem Jahr 1966 mit 17 Registern auf zwei Manualen und Pedal.